# Sunrise (Erzählung)
Sunrise ist eine Erzählung des österreichischen Schriftstellers Michael Köhlmeier aus dem Jahr 1994. Die Handlung spielt auf mehreren Ebenen, auf denen jeweils eine Geschichte erzählt wird. Zwei Figuren der Binnenerzählung reden mit ihren Lebensgeschichten gegen den Tod an, der als Personifikation auftritt. Die Rahmenerzählung nimmt nach der Fortsetzung dieser Geschichte eine überraschende Wendung. Die Idee hinter Sunrise stammt von Richard O’Brien, dem Erfinder der Rocky Horror Show.

## Inhalt
Richard und der Ich-Erzähler sitzen vor Sonnenaufgang am Rand einer Landstraße und versuchen erfolglos, ein Auto anzuhalten. Um die Zeit zu überbrücken, erzählt Richard die Geschichte von Leo Pomerantz und Rita Luna. Leo, auch „Sneezy“ genannt, ist  ein obdachloser Säufer, der in der Nähe des Hollywood Boulevards sein Lager hat. Als er gerade den Entschluss gefasst hat, mit dem Trinken aufzuhören, will der Tod ihn holen, trifft mit seiner Sichel allerdings Rita. Diese ist eine Stripperin aus einem Lokal am Hollywood Boulevard namens I Lost My Heart to a Starship Trooper (nach dem Lied von Sarah Brightman) und sträubt sich, wegen eines solchen Irrtums zu sterben. Der Tod hält die Zeit für eine Stunde an und gibt beiden die Möglichkeit, sich aus der Sache „rauszureden“. Doch am Ende der Stunde kann er sich nicht entscheiden, wen er am Leben lassen soll. 
An dieser Stelle bricht Richard mit seiner Geschichte ab. Der Ich-Erzähler ist unbefriedigt von diesem offenen Schluss, und er sucht nach einer Lösung der Geschichte. In seinem Ende würde der Tod Rita und Leo ein Jahr Aufschub gewähren. Wenn es während dieser Zeit einem „Schlaukopf“ gelänge, eine Lösung zu finden, ließe er beide gehen und nehme dafür den „Schlaukopf“ mit. Daraufhin holt Richard eine Sichel aus seinem Rucksack und bringt den Erzähler mit den Worten „Ja, du hast meine Geschichte zu Ende erzählt und alles wird genau so geschehen, wie du es mir erzählt hast – Schlaukopf!“ um.

## Textanalyse
Die Erzählung besitzt viele Charakteristiken einer Novelle. Es gibt nur einen Handlungsstrang sowie einen Wendepunkt der Handlung, der sich allerdings nicht wie in den meisten Novellen üblich in der Mitte, sondern am Ende befindet. Die Sense kann als zentrales Dingsymbol aufgefasst werden und steht für den Tod, aber auch für den Zufall, der mehrfach in die Handlung eingreift: Die Sichel des Todes trifft Rita statt Leo, in der Rahmenhandlung wird ausgelost, wer eine Geschichte erzählt.
Es gibt drei ineinander verschachtelte Erzählebenen, die durch unterschiedliche Erzähler miteinander verknüpft werden: Der gesamte Text wird von einem Ich-Erzähler berichtet. In der Rahmenerzählung erzählt Richard die Geschichte von Leo und Rita. In der zweiten Ebene erzählen diese wiederum dem Tod ihre Geschichten dritter Ebene. Die Erzählweise erinnert an mündliche Rede. Der Dialog aus Rede und Gegenrede wirkt durch erzählerische Mittel wie Abschweifungen, Unterbrechungen, Nachfragen und reflektierende Kommentare authentisch und lebendig. Am Ende verschmelzen Rahmen- und Binnenerzählung, indem sich Richard als Tod entpuppt. Auf diese Identität hatte es zuvor bereits Hinweise gegeben: beide haben dieselbe dünne Statur, Richard spricht viele, der Tod alle Sprachen.

## Rezeption
Eva Schobel urteilte über Michael Köhlmeiers Sunrise: „Grandios, wie es der Autor schafft, den erzählerischen Hindernislauf seiner unfreiwilligen Widersacher seinerseits zu einem novellistischen Glanzstück zu gestalten.“ Alfred Bodenheimer beschrieb: „Die Gestaltung der ganzen Erzählung aus dem Dialog heraus, das Einleben des Autors in die individuellen Erzählstile der Figuren verleihen dieser einfachen und zugleich furchtbar komplizierten Geschichte Tiefe, gleichzeitig aber eine wohltuend unaufdringliche und erstaunlich glaubwürdige Lockerheit.“
Sunrise wurde im Jahr 2001 vom ORF als Hörspiel umgesetzt. Unter der Regie von Klaus Gmeiner sprachen Sylvester Groth, Nicole Heesters, Thomas Holtzmann und der Autor selbst. Michael Köhlmeier las auch eine Hörbuchfassung seiner Erzählung ein.

## Ausgaben
- Sunrise. Erzählung. Haymon, Innsbruck 1994, ISBN 3-85218-160-7
- Sunrise. Erzählung. Fischer Taschenbuch, Frankfurt am Main 1996, ISBN 3-596-12920-6
- Sunrise. Erzählung. Haymon, Innsbruck 2010, ISBN 978-3-85218-818-8